# モハメド・イハッターレン
モハメド・アミン・イハッターレン（Mohammed Amine Ihattaren, 2002年2月12日 - ）は、オランダ・ユトレヒト出身のサッカー選手。ポジションはMF。オランダではIhattarenの発音で促音が入ることは無い。

## 経歴
2010年からPSVアイントホーフェンユースでキャリアをスタートさせ、2018年3月28日、プロ契約を結んだ。2019年1月26日、FCフローニンゲン戦でエールディヴィジデビューを果たした。
2021年8月31日、ユヴェントスFCへの移籍が発表された。契約期間は2025年までの4年契約。
同日、UCサンプドリアへのレンタル移籍が発表された。
サンプドリアでは試合出場がなく、プライベートの問題で母国に帰国している、精神の病気で引退を考えている等様々な報道がなされた。2022年1月30日、アヤックス・アムステルダムへレンタル先を変更することが発表された。レンタル期間は2022年12月までの1年間。
2023年7月28日、双方合意の元ユヴェントスとの契約が解消されたことが発表された。
2023年8月3日、トルコのサムスンスポルへ4年契約で移籍。だが同日夜、サムスンスポルは「受け入れ難い要求をされたために加入を断念した」と発表した。
2023年12月4日、SKスラヴィア・プラハに移籍した。しかし練習態度など素行面は改善されておらず2024年4月1日に表面上は「双方合意」で契約が解消された。

## 代表歴
オランダ代表として各年代でプレーし、2018年、UEFA U-17欧州選手権に出場した。

## タイトル

### 代表
- UEFA U-17欧州選手権 (1): 2018